# AMOS 5
O Amos 5 é um satélite de comunicação geoestacionário israelense da série AMOS que foi construído pela ISS Reshetnev (ex-NPO PM) (Bus)/Thales Alenia Space. Ele está localizado na posição orbital de 17 graus de longitude leste e é operado pela Spacecom. O satélite foi baseado na plataforma Express-1000N e sua expectativa de vida útil é de 15 anos.

## História
Ao contrário dos outros satélites AMOS que foram construídos pela Israel Aerospace Industries o AMOS 5 foi construído a partir da Reshetnev, fabricante russo. O contrato foi assinado em 30 de julho de 2008, em Tel Aviv.

## Lançamento
O satélite foi lançado com sucesso ao espaço no dia 11 de dezembro de 2011 às 11:17 UTC, por meio de um veículo Proton-M/Briz-M a partir do Cosmódromo de Baikonur, no Cazaquistão, juntamente com o satélite Luch 5A. Ele tinha uma massa de lançamento de 1972 kg.

## Capacidade e cobertura
O AMOS 5 é equipado com 18 transponders em banda Ku e 18 em banda C para fornecer serviços via satélite para a África, Europa e Oriente Médio.

## Falha
O satélite sofreu alguns problemas do sistema de energia, o que afetou sua capacidade de controlar alguns dos seus oito motores. Esta falha pode cortar cerca de um ano da sua expectativa de vida útil esperada em órbita. Em 21 de novembro de 2015, a estação terrestre perdeu o contato com o AMOS 5 por razões desconhecidas.